# NGC 4179
NGC 4179 is een lensvormig sterrenstelsel in het sterrenbeeld Maagd. Het hemelobject ligt 55 miljoen lichtjaar van de Aarde verwijderd en werd op 24 januari 1784 ontdekt door de Duits-Britse astronoom William Herschel.

## Synoniemen
- UGC 7214
- MCG 0-31-38
- ZWG 13.104
- PGC 38950